# Zakłady Metalowe „Dezamet”
Zakłady Metalowe „Dezamet” SA (d. Zakłady Metalowe im. Tomasza Dąbala) – należące do Polskiej Grupy Zbrojeniowej SA przedsiębiorstwo produkcyjne z Nowej Dęby, wywodzące się z powstałej w 1939 Wytwórni Amunicji Nr 3, która została utworzona w ramach Centralnego Okręgu Przemysłowego (COP).
Po II wojnie światowej zakłady produkowały szeroki asortyment wyrobów z metalu, od czajników, żelazek, opiekaczy, przez silniki motocyklowe do amunicji. W latach 70. i 80. XX wieku przedsiębiorstwo należało do zjednoczenia Predom. Patronem zakładów był Tomasz Dąbal.
Obecnie w gałęzi cywilnej produkowane są sworznie, cięgna i inne podzespoły do maszyn, większa część produkcji trafia na eksport. ZM Dezamet SA jest przede wszystkim zakładem zbrojeniowym, produkującym granaty, naboje, pociski i bomby kasetowe. Pod koniec 2003 r. spółka została skonsolidowana w grupie kapitałowej Bumar Sp. z o.o. W 2004 r. zakład obchodził swoje 65-lecie. Przedsiębiorstwo cały czas się rozwija. Hale produkcyjne wzbogaciły się o nowoczesne obrabiarki numeryczne oraz inne urządzenia. Wyremontowano także biura, budynki itp.
W zakładach produkowany był m.in. granat ręczny RGO-88, a nadal wytwarzane są pociski artyleryjskie 60 mm, 98 mm moździerzowe i inne uzbrojenie. Produkty ZM Dezamet były i są używane przez żołnierzy Sił Zbrojnych RP w PKW Irak i PKW Afganistan.

## Nagrody i wyróżnienia
Źródło:
- 1995 – Nagroda Defender w kategorii „Najbardziej Atrakcyjny Polski Wyrób Eksportowy” za Nasadkowy Granat Przeciwpancerny Odłamkowy
- 2000 – Nagroda Defender za 60 mm nabój moździerzowy z zapalnikiem głowicowym
- 2000 – Wyróżnienie Specjalne Prezesa Polskiej Izby Producentów na Rzecz Obronności Kraju za 60 mm nabój moździerzowy z zapalnikiem głowicowym
- 2001 – Wyróżnienie Ministerstwa Gospodarki w kategorii „Wyrób Eksportowy 2001 roku” za granat nasadkowy przeciwpancerny odłamkowy GNPO
- 2003 – Nagroda Defender za moździerzowy nabój kasetowy do 98 mm moździerza RAD-2
- 2003 – Certyfikat „Przedsiębiorstwo Fair Play 2003”
- 2003 – Laureat konkursu „Podkarpacka Nagroda Gospodarcza 2003” w kategorii dużych firm
- 2004 – Wyróżnienie Polskiej Izby Producentów na Rzecz Obronności Kraju za wdrożenie do produkcji amunicji kasetowej
- 2004 oraz 2005 – Wyróżnienie Ministra Skarbu Państwa dla najbardziej dynamicznie rozwijającej się spółki przemysłu obronnego
- 2012 – Nagroda Defender za System Broni i Amunicji Obezwładniającej kalibru 40 mm (SBAO-40)
- 2012 – Nagroda Defender za 40 mm nabój kumulacyjno-odłamkowy NGKO-RF z zapalnikiem programowalnym radiowo
- 2014 – Nagroda Defender za nabój z dalekonośnym pociskiem odłamkowo-burzącym do 120 mm moździerza samobieżnego „RAK”
- 2019 – Wielki Modernizator Polski 2018[5]